# 埃文 (明尼蘇達州布朗縣)
埃文（英語：Evan）是一個位於美國明尼蘇達州布朗縣的城市。

## 人口
根據2020年美國人口普查的數據，埃文的面積為2.68平方千米，當中陸地面積為2.68平方千米，而水域面積為0.00平方千米。當地共有人口70人，而人口密度為每平方千米26人。